# स
Cette page contient des caractères spéciaux ou non latins. S’ils s’affichent mal (▯, ?, etc.), consultez la page d’aide Unicode.
स, appelé sa et transcrit s, est une consonne de l’alphasyllabaire devanagari.

## Représentations informatiques
Ses Unicode sont :
| formes | représentations | chaînes de caractères | points de code | descriptions                                    |
| ------ | --------------- | --------------------- | -------------- | ----------------------------------------------- |
| pleine | स               | स                     | U+0938         | lettre devanagari sa                            |
| morte  | स्               | स◌्                    | U+0938 U+094D  | lettre devanagari sa, symbole devanagari virama |